# Rola-comum

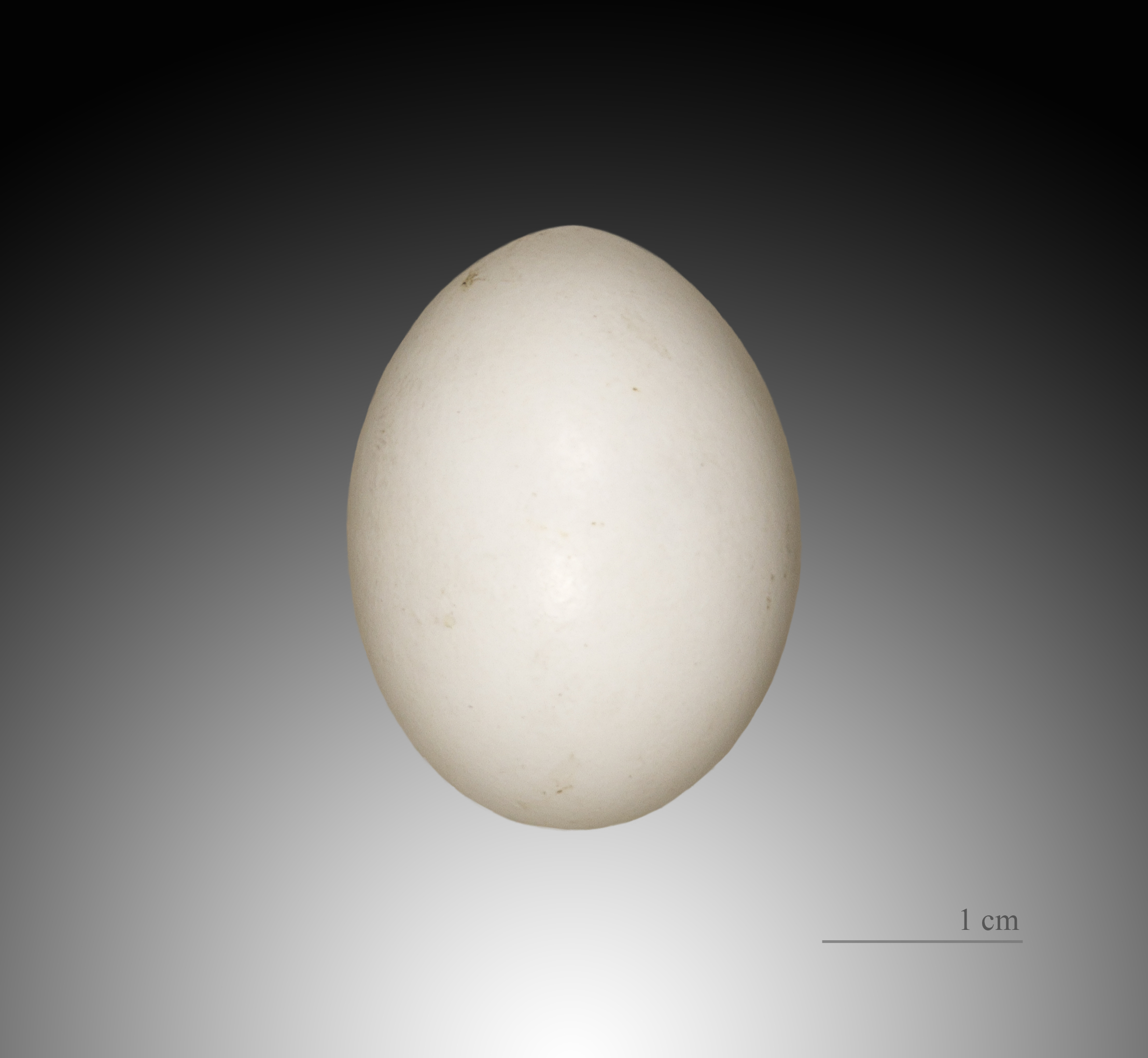
Streptopelia turtur turtur

A rola-comum ou rola-brava (Streptopelia turtur) é uma ave da família Columbidae, família que inclui as rolas, as rolinhas e os pombos.
É uma espécie migratória com distribuição no paleártico sul, incluindo a Turquia e o norte de África, se bem que seja rara no norte da Escandinávia e na Rússia; inverna na África meridional.
A rola-brava é o membro mais pequeno da família dos pombos (Columbidae) na Europa, e atualmente as suas populações encontram-se a diminuir por todo o continente europeu,  sendo uma das espécies outrora consideradas comuns, mas que já não é facilmente observável.
O seu habitat preferido e local de alimentação são zonas florestais, pequenos bosques e zonas abertas. Em Portugal é possível observá-la em todo o território com mais predominância no norte do país. Esta espécie migradora percorre distâncias superiores a 10 000km. Chega aos locais de reprodução em abril e fica até agosto.
Atualmente estima-se que na Europa existem entre 3,5 e 7,2 milhões de casais.
Entre 1980 e 2009 a população europeia de rola-brava diminuiu 69%, o que significa que por 100 rolas-bravas que existiam em 1981 agora existem 31 indivíduos. De acordo com o Censo de Aves Comuns da Sociedade Portuguesa para o Estudo das Aves (SPEA), desde 2004 até 2010 em Portugal houve uma diminuição de 31%.  Em 2017, a sua população foi considerada praticamente extinta na maior parte das regiões de Portugal, ou seja, as populações nidificantes desapareceram.  A principal razão da diminuição das populações é a perda de habitat. Por mor disto foi considerada a Ave do Ano 2012 pela Sociedade Portuguesa para o Estudo das Aves.
Em 2021 vários países da Europa Ocidental – incluindo Portugal, Espanha, França e Itália – foi interdita a caça à rola, numa uma resposta ao declínio acentuado das populações da espécie, estimado em cerca de 80% nas últimas quatro décadas. A suspensão da caça visava travar esse colapso populacional, promovendo a recuperação da ave.
Em 2025 a rola-brava voltou a ser espécie cinegética em Portugal. A caça será permitida apenas nos dias 24 e 31 de agosto, do nascer do sol até às 11 horas da manhã, e limitada a zonas de caça ordenadas que comprovem a adoção de medidas de conservação e monitorização da espécie. A quota nacional fixada é de 13.200 indivíduos – equivalente a 10% da população caçável da espécie na Europa.